# Kemer, Burdur
Kemer là một huyện thuộc tỉnh Burdur, Thổ Nhĩ Kỳ. Huyện có diện tích 513 km² và dân số thời điểm năm 2007 là 4273 người, mật độ 8 người/km².